# Jeff Jakobs
Jeff Jakobs, född 24 april 1989 i Säter, är en svensk Ishockeytränare och före detta Ishockeyspelare, som tränat Mora IK i Hockeyallsvenskan.
Är sedan 31 januari Assisterande tränare tillsammans med Fredrik Hallberg i IK Oskarshamn.